# Зловеща долина
Зловещата долина е понятие, описващо резкия спад („долина“) на дружелюбността у човека и появата на неприязън, отвращение и дори страх от премети или изображения, които реалистично наподобяват хора, но не напълно, като хуманоиден робот или кукли. За пръв път терминът е въведен от японския професор по роботика Масахиро Мори през 1970 година.
Хуманоидните роботи предизвикват интерес и възхищение у хората, докато не започнат да приличат твърде много на самите тях. Точно в такъв момент те предизвикват състояние на когнитивен дисонанс в наблюдателя.

## История
През 1970 година в периодичното издание „Energy“, професорът Масахиро Мори изказва мнение, че робот, който удивително прилича на човек, би могъл да причини обезпокоителна психологическа асоциация с мъртъв или болен човек. Тогава той описва това психическо състояние като зловеща долина, където въображаемата линия на душевната емоционална реакция преминава от положителна при наблюдаването на човекоподобни машини, до отрицателна при перфектния андроид.

## Изследвания
Изследователи от Калифорнийския университет в Сан Диего решават да проведат експеримент с двадесет доброволци на възраст между 20 и 36 години, които никога не са работили с роботи преди това. Тяхната мозъчна реакция е сканирана с помощта на магнитен резонанс. Показани им били 12 клипа, с участник андроидът Repliee Q2, който махал с ръка, кимвал, пиел вода или взимал хартия с ръка. Излъчени са също така видео записи на същите действия от жената, по чиято външност е направен роботът, както и кадри на Repliee Q2, но този път без външната си обвивка (т.е. без човешки вид). Оказва се, че конфликтът у наблюдаващите доброволци се случва в париеталния лоб на кората на главния мозък. Точно този отдел свързва частта, обработваща движенията с двигателната област на главния мозък. В обобщение учените заключават, че хората намират за объркваща разликата между очакваните движения, присъщи на даден обект и тези, които той реално извършва. Тъй като съзнанието не реагира поотделно на външния вид и движенията, а ги възприема като едно цяло, тяхната некоординираност предизвиква в мозъка именно зловещата долина.